# Carlos Gustavo Castillo Mattasoglio
Carlos Gustavo Castillo Mattasoglio (Lima, 28 de fevereiro de 1950) é um religioso peruano, professor e cardeal da Igreja Católica, atual arcebispo da Arquidiocese de Lima.

## Biografia
Nascido em Lima, estudou na Escola San Agustin, em Lima, quando concluiu seus primeiros estudos em 1966. De 1969 a 1973, estudou Ciências Sociais na Universidad Nacional Mayor de San Marcos. Enquanto estudante, ingressou na União Nacional dos Estudantes Católicos (UNEC), onde conheceu padre Gustavo Gutiérrez Merino, autor da Teologia da Libertação, que foi seu professor. Ele estudou filosofia e teologia com especialização em dogmática, e obteve um doutorado em Sagrada Teologia pela Pontifícia Universidade Gregoriana, em Roma.
Em 15 de julho de 1984 foi ordenado sacerdote pelo cardeal Juan Landázuri Ricketts. Mais tarde, serviu como conselheiro da União Nacional dos Estudantes Católicos (UNEC) do Peru e da Pastoral da Universidade de Lima. Foi professor do Instituto de Estudos Teológicos Juan XXIII e professor em tempo integral de Teologia na Pontifícia Universidade Católica do Peru. Durante cinco anos, entre 2010 e 2015, foi pároco da Igreja "San Lázaro" no Rímac.
Em 25 de janeiro de 2019, foi nomeado pelo Papa Francisco como arcebispo de Lima.
Sua consagração e instalação ocorreram 2 de março de 2019. Foi consagrado por Dom Nicola Girasoli, núncio apostólico no Peru, tendo como co-sagrantes Dom Juan Luis Cipriani Thorne, seu antecessor, Dom Pedro Ricardo Barreto Jimeno, S.J., arcebispo de Huancayo, Dom Héctor Miguel Cabrejos Vidarte, O.F.M., arcebispo de Trujillo e Dom Luis Armando Bambarén Gastelumendi, S.J., bispo emérito de Chimbote.
Durante o Angelus de 6 de outubro de 2024, Papa Francisco anunciou que o criaria cardeal no Consistório de 7 de dezembro de 2024. Recebeu o barrete vermelho, o anel cardinalício e o título de cardeal-presbítero de Santa Maria das Graças em Casal Boccone.